# Phloiotrya prona
Phloiotrya prona is een keversoort uit de familie zwamspartelkevers (Melandryidae). De wetenschappelijke naam van de soort werd in 1878 gepubliceerd door John Lawrence LeConte.